# Метачен (Нью-Джерсі)
Метачен (англ. Metuchen) — місто (англ. borough) в США, в окрузі Міддлсекс штату Нью-Джерсі. Населення — 15 049 осіб (2020).

## Географія
Метачен розташований за координатами 40°32′33″ пн. ш. 74°21′46″ зх. д. / 40.54250° пн. ш. 74.36278° зх. д. (40.542445, -74.362767).  За даними Бюро перепису населення США в 2010 році місто мало площу 7,17 км², з яких 7,16 км² — суходіл та 0,01 км² — водойми.

## Демографія
Згідно з переписом 2010 року, у селищі мешкали 13 574 особи в 5243 домогосподарствах у складі 3744 родин. Було 5440 помешкань
Расовий склад населення:
| - 77,9 % — білих - 13,0 % — азіатів - 4,9 % — чорних або афроамериканців - 0,1 % — корінних американців - 1,4 % — осіб інших рас |

До двох чи більше рас належало 2,8 %. Частка іспаномовних становила 6,9 % від усіх жителів.
За віковим діапазоном населення розподілялося таким чином: 24,2 % — особи молодші 18 років, 62,0 % — особи у віці 18—64 років, 13,8 % — особи у віці 65 років та старші. Медіана віку мешканця становила 41,1 року. На 100 осіб жіночої статі у селищі припадало 93,1 чоловіків;  на 100 жінок у віці від 18 років та старших — 88,2 чоловіків також старших 18 років.
Середній дохід на одне домашнє господарство  становив 141 370 доларів США (медіана — 112 971), а середній дохід на одну сім'ю — 164 680 доларів (медіана — 131 500). Медіана доходів становила 83 625 доларів для чоловіків та 65 536 доларів для жінок. За межею бідності перебувало 2,8 % осіб, у тому числі 0,8 % дітей у віці до 18 років та 5,4 % осіб у віці 65 років та старших.
Цивільне працевлаштоване населення становило 7151 осіб. Основні галузі зайнятості: освіта, охорона здоров'я та соціальна допомога — 27,8 %, науковці, спеціалісти, менеджери — 17,2 %, фінанси, страхування та нерухомість — 10,5 %, роздрібна торгівля — 8,4 %.

## Релігія
Місто є центром єпархії Римо-Католицької церкви.

## Відомі люди
У Метачені народився відомий ілюзіоніст Девід Копперфілд.